# Psicología objetiva
El término psicología objetiva se utiliza con diversos significados y se opone a una "psicología subjetiva" como experiencia mental o "visión interior" de fenómenos psicológicos (fenómenos que son accesibles a la introspección). Los "objetivistas" son representantes de escuelas de psicología que basan sus hallazgos en "fenómenos objetivamente detectables"  (por ejemplo: B. Th. Beer, Albrecht Bethe y Jakob Johann von Uexküll). 
La psicología objetiva también se usa como nombre para una dirección que está vinculada a lareflexología, aplicación de estímulos, procesamiento de estímulos y formación de reflejos al estudio de fenómenos psicológicos y rastrea el comportamiento aprendido hasta el desarrollo de los reflejos. Entre sus representantes se encuentran Vladimir Mikhailovich Bekhterev,  Ivan Petrovich Pavlov y Ivan Mikhailovich Sechenow. John B. Watson, que introdujo el término conductismo en 1913, también se basó originalmente en la reflexología.
Karl Jaspers considera la psicología objetiva como la consideración de los fenómenos externos de la vida mental y distingue entre logros (psicología del desempeño), acompañamientos físicos y consecuencias de los procesos psicológicos, "hechos significativos del cuerpo y sus movimientos en la expresión mental" (expresión psicología) y “psicología mundial” como movimientos de existencia y comportamiento en el mundo. 
En investigación, sólo permite la observación directa como método científico a diferencia de la psicología introspectiva. Los acontecimientos psicológicos se explican exclusivamente con ayuda de datos objetivamente determinables, análogos a los de la física.